# Diecezja Denpasar
Diecezja Denpasar (łac. Dioecesis Denpasarensis, indonez. Keuskupan Denpasar) – rzymskokatolicka diecezja ze stolicą w Denpasarze w prowincji Bali, w Indonezji. Biskupstwo jest sufraganią archidiecezji Ende.
W 2006 w diecezji służyło 32 braci i 75 sióstr zakonnych.

## Historia
10 lipca 1950 papież Pius XII bullą Nimia territorii erygował prefekturę apostolską Denpasar. Dotychczas wierni z tych terenów należeli do wikariatu apostolskiego Małych Wysp Sundajskich (obecnie archidiecezja Ende).
3 stycznia 1961 papież Jan XXIII podniósł prefekturę apostolską Denpasar do rangi diecezji.

## Ordynariusze

### Prefekt apostolski
- Uberto Hermens SVD (1950–1961)

### Biskupi
- Paul Sani Kleden SVD (1961–1972)
  - Antoine Hubert Thijssen SVD[1] (1973–1980) administrator apostolski
- Vitalis Djebarus SVD (1980–1998)
- Benyamin Yosef Bria (2000–2007)
- Silvester Tung Kiem San (2008–nadal)